# Gudulana Hebing
Gudulana Hebing SSpS (* 12. April 1912 in Rhede, Kreis Borken; † 6. Februar 1944 in der Bismarcksee) war eine deutsche Steyler Missionsschwester und Märtyrin.

## Leben
Gertrud Hebing, zweites von 6 Kindern eines Briefträgers, erlebte als Zehnjährige in Rhede die Gründung des Klosters St. Gudula der Steyler Missionsschwestern. Sie trat am 7. Februar 1928 im Alter von 15 Jahren in Vallendar in das Missionshaus der Missionsschwestern ein. Sie machte im Steyler Mutterhaus Abitur und begann am 8. Juni 1933 das Noviziat unter dem Ordensnamen Gudulana (nach St. Gudula, der Kirchenpatronin von Rhede). Die Zeitlichen Gelübde legte sie am 8. Juni 1935 in Vallendar ab. Dann reiste sie mit anderen vom 13. August 1935 bis zum 4. Oktober nach Alexishafen in die Papua-Neuguinea-Mission, wo sie am 8. Dezember 1940 die Ewigen Gelübde ablegte. Sie wirkte auf der Vulkaninsel Manam als Unterrichtende (mit Vorliebe für Gesang).
Nach der Besetzung Neuguineas durch die japanischen Invasionstruppen 1942 wurde sie zusammen mit Bischof Franziskus Wolf und zahlreichen Mitbrüdern und Missionsschwestern in einem Sammellager auf Manam interniert, wo sie an Unterernährung litten und an Malaria erkrankten. Am 5. Februar gingen sie unter Protest auf das japanische Transportschiff Yorishime Maru, das am 6. Februar nachts von der amerikanischen Luftwaffe angegriffen wurde. Es starben 46 Menschen, darunter Gudulana Hebing. Eine Gedenkstätte befindet sich in Alexishafen.

## Gedenken
Die Römisch-katholische Kirche in Deutschland hat Schwester Gudulana Hebing als Märtyrin in das deutsche Martyrologium des 20. Jahrhunderts aufgenommen.